# (978) Aidamina
(978) Aidamina est un astéroïde de la ceinture principale découvert le 18 mai 1922 par l'astronome russe Sergueï Beljawsky.
Sa désignation provisoire était 1922 LY.